# Фортеця Бергенхус
Фортеця Бергенгус (норв. Bergenhus festning) — фортеця, розташована в Бергені, Норвегія. Фортеця Бергенгус розташована на вході у гавань у Бергені. Це один з найстаріших і найкраще збережених замків у Норвегії.

## Історія фортеці Бергенгус
Історія фортеці Бергенгус починається з початку 12 століття, коли з північного краю Вогенської бухти почалося будівництво укріплень. Вони призначалися для захисту торгового міста Бьоргвін (нині — Берген), заснованого в 1070 році норвезьким королем Олафом III Мирним. На території фортеці була розташована церква Христа, в якій у 1163 році відбулася перша в історії Норвегії королівська коронація. Приблизно в ці ж роки в Берген перебралися єпископи з Сельє, разом з якими до церкви Христа прибутку цінні мощі святої Сунніва. В кінці 12 століття фортеця, іменована тоді Хольмен, активно використовувалася для проживання єпископами і норвезькими монархами, але справжній кам'яний замок з'явився тут лише в 1240-х роках, коли Бергену випала честь кілька десятиліть грати роль столиці середньовічної Норвегії.

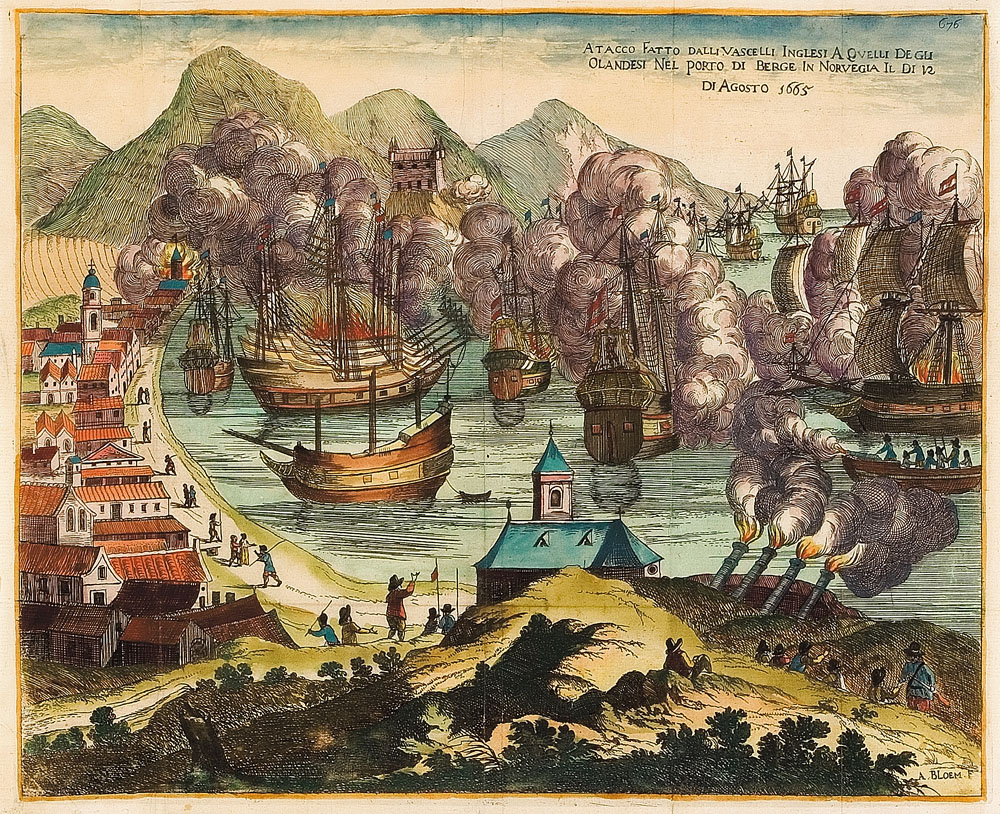
Битва за Берген

У 1247 році за наказом короля Хакона IV Старого почалося зведення королівської резиденції, яка повинна була замінити собою застарілі дерев'яні споруди в фортеці Хольмен. Кам'яний замок Хаконсхаллен (зал Хакона) був завершений в 1261 році і став місцем проведення весілля спадкоємця Хакона IV, Магнуса VI Лагабете з данською принцесою Інгеборге. Високий і просторий замок мав три поверхи і був найбільшим світською спорудою тієї епохи в Норвегії. У 1270-х роках, коли королем став вже Магнус VI, почалося будівництво оборонної вежі, яка розташовувалася ближче до води. На верхньому поверсі цієї вежі, яка згодом увійде в історію під назвою Вежа Розенкранц, перебували королівські покої.

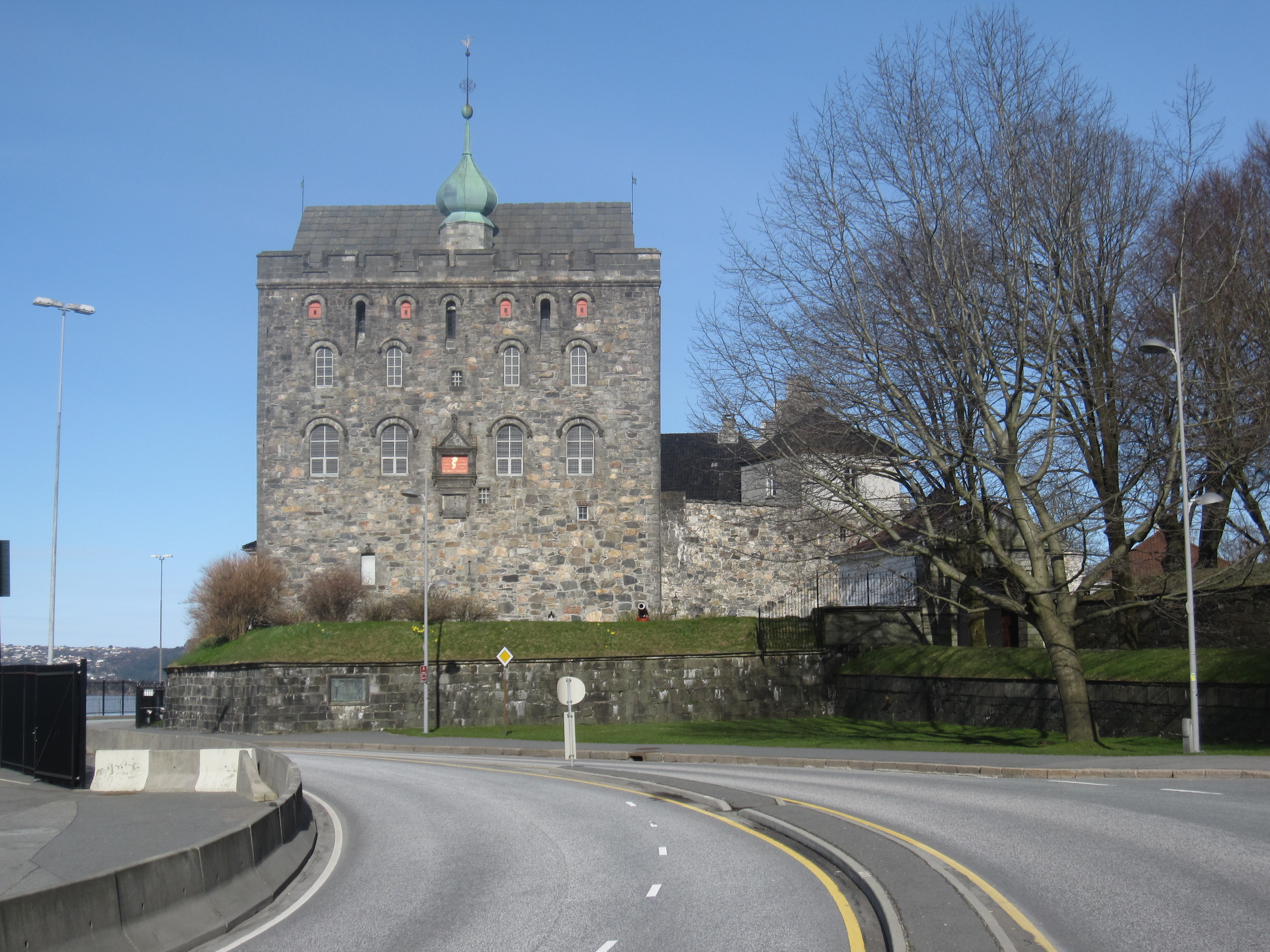
Вежа Розенкранц

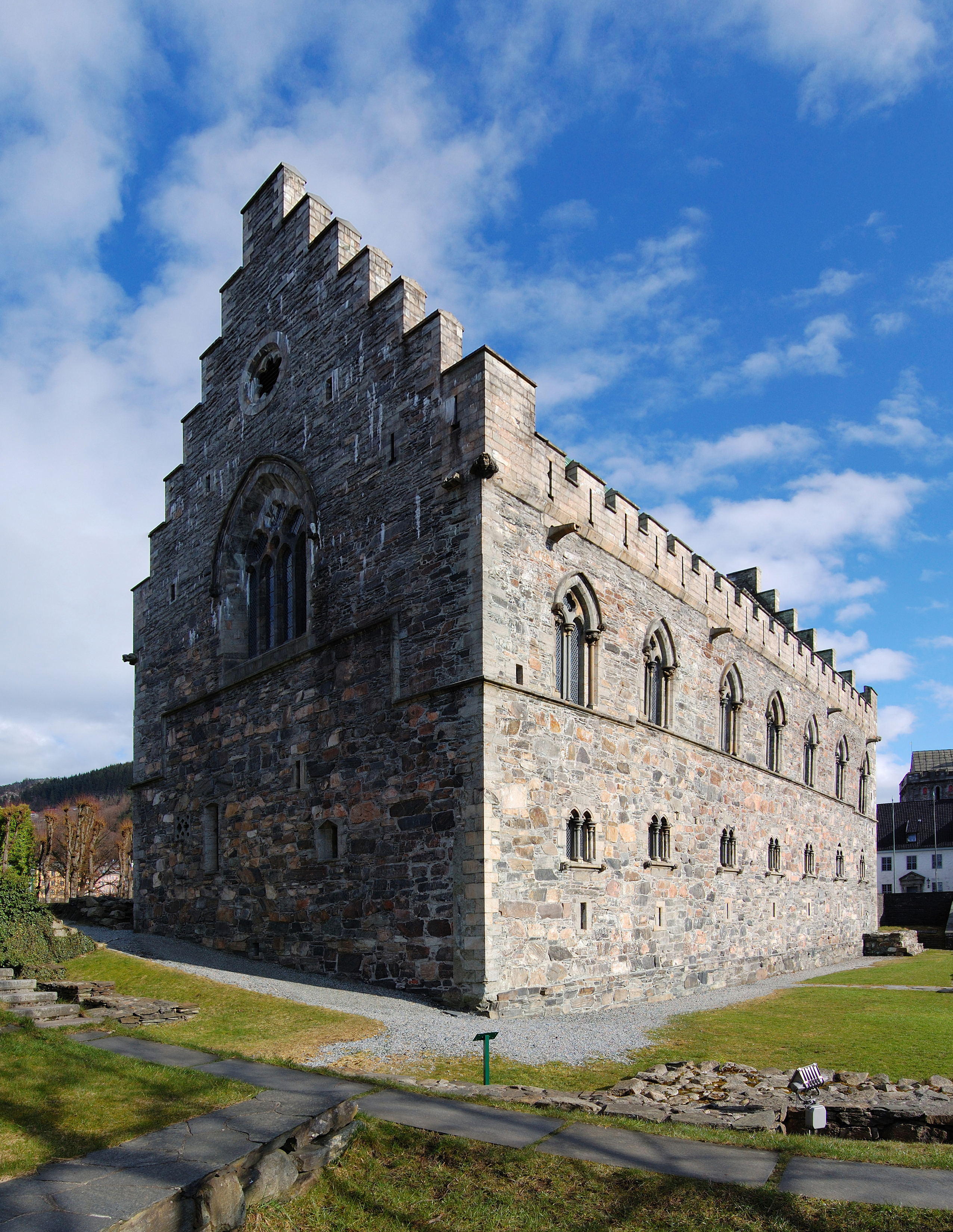
зал Хакона

В епоху правління короля Хакона V Святого столицею Норвегії було оголошене місто Осло, після чого фортеця втратила повноваження центру королівської влади, хоча в оборонних цілях використовувалася ще не одне століття. Королівський замок Хаконсхаллен виявився занедбаним і його приміщення навіть здавалися багатим ганзейським купцям в якості комор для їх товарів. Ряд перебудов було проведено на території фортеці у 17 столітті, коли Норвегія перебувала під владою датчан. Оборонна вежа в 1520 році була укріплена зовнішньою стіною і обнесена ровом, через який перекидався підйомний міст. У 1530-х роках данці знесли кілька старовинних церков, які розташовувалися на території фортеці, щоб надати Хольмену вигляд суто фортифікаційної споруди. Саме при данцях за міцністю Хольмен остаточно закріпилася нова назва — Бергенхус.
У 1560-х роках, коли губернатором Бергена був Ерік Розенкранц, у фортеці почалося будівництво нової будівлі, частиною якого стало середньовічна будова оборонної вежі. У будівництві Вежі Розенкранца, з якої добре проглядався вхід в міську гавань, брали участь муляри із Шотландії. Масивне триповерхова будова уособлювала собою впливовість і міць губернатора, який розпорядився встановити на даху вежі гармати, спрямовані в бік Брюгге. У цьому районі міста проживали вільні торговці Ганзейського союзу, що доставляли чимало занепокоєння намісникам короля в різні періоди існування Бергена.
В кінці 17 — початку 18 століття фортеця Бергенхус за допомогою нових укріплень, посилених бастіонами, була з'єднана в одну ланцюг із середньовічною фортецею Сверресборг, вибудуваної неподалік ще в кінці 12 століття. У 1740 році Вежа Розенкранц була перетворена в пороховий склад і виконувала ці функції майже 200 років. На початку 19 століття колишні оборонні функції фортеці Бергенхус відійшли на другий план, хоча старовинні будівлі як і раніше використовувалися, як військова база. У 1830 році від Бергенхус знову відокремили Сверресборг, велика частина якого була перетворена в паркову зону.
До цього часу в Норвегії, яка поступово набувала свою незалежність, намітився підйом національного руху серед поетів і художників. Середньовічна фортеця Бергенхус стала для них символом незалежного королівства, замок Хаконсхаллен був прославлений в віршах Г. Ібсена і Г. Вергеланд. Багато років культурна громадськість країни обговорювала необхідність відновлення фортеці, що, врешті-решт, і сталося в 1890 році. У 1910 році внутрішні приміщення Хаконсхаллена були прикрашені вітражами та фресками із зображенням героїв середньовічної саги про короля Хаконе Хаконсон.
У 1940 році, в перший же день окупації Норвегії, місто Берген було захоплене німцями, які використовували стару фортецю, як свій штаб. Нагадуванням про ті дні служить бункер, побудований на території Бергенхус в роки Другої світової війни. У квітні 1944 року в гавані міста, неподалік від фортеці вибухнув голландський корабель зі 120 тоннами динаміту на борту. Потужний вибух завдав величезної шкоди історичному центру міста, сотні людей загинули, тисячі отримали поранення. Старовинні споруди фортеці були майже повністю знищені під час вибуху, і тільки повоєнна реставрація, яка проходила в кілька етапів, повернула норвежцям Вежу Розенкранц і Хаконсхаллен. На початку 1960-х років фортеця Бергенхус відкрилася для туристів, хоча частина її території ще багато років перебувала у віданні королівського військово-морського флоту Норвегії.

## Сучасний стан
Період військової історії фортеці Бергенхус завершився у 2002 році, коли на її території офіційно закінчилася діяльність збройних сил. В наші дні королівський замок Хаконсхаллен належить Бергенському міському музею [Архівовано 3 квітня 2017 у Wayback Machine.], під опікою якого знаходиться також Вежа Розенкранц і багато інших історичних будівель міста. Крім музейної експозиції в Залі Хакона часто проводяться концерти камерної музики або хорового співу, урочисті бенкети і офіційні заходи. Просто неба на території фортеці Бергенхус влаштовують масові концерти, фестивалі та виставки. Музей, в якому відображена багатовікова історія самої фортеці Бергенхус, розташований в старому коморі в районі Коенген. 
У дні державних свят та інших знаменних дат на території фортеці проводяться урочисті залпи з гармат. Зазвичай салюти можна побачити і почути в полудень або ж о 13 годині, якщо подія припадає на неділю. Велика паркова зона зробила фортеця Бергенхус улюбленим місцем відпочинку у городян, які бажають насолодитися історичними видами, влаштувати пікнік або неспішну прогулянку. На офіційному сайті фортеці для туристів є спеціальна «карта стежки» для самостійної екскурсії по фортеці і навколо неї, за допомогою якої можна дізнатися чимало цікавого про історичні події та відомих персон, пов'язаних з фортецею Бергенхус.